# Prades (Ariège)
Prades es una pequeña localidad y comuna francesa en la región de Mediodía-Pirineos, departamento francés del Ariège, en el distrito de Foix y cantón de Ax-les-Thermes.
A sus habitantes se le denomina por el gentilicio Pradéens.

## Demografía[2]
| 771 | 802 | 871 | 844 | 642 | 778 | 570 | 585 | 540 | 640 | 620 | 603 | 561 | 537 | 523 | 512 | 443 | 409 | 386 | 363 | 268 | 231 | 222 | 205 | 185 | 139 | 106 | 97 | 73 | 67 | 53 | 47 | 50 |
| Para los censos de 1962 a 1999 la población legal corresponde a la población sin duplicidades (Fuente: INSEE [Consultar]) |     |     |     |     |     |     |     |     |     |     |     |     |     |     |     |     |     |     |     |     |     |     |     |     |     |     |    |    |    |    |    |    |

## Lugares de interés
- Fuente antigua
- Muralla medieval
- Iglesia de Saint-Pierre, con una talla de madera representando a la Virgen y el niño del siglo XVII.[6]